# Tokat
Tokat este un oraș din Turcia.

## Personalități născute aici
- Osman Pașa (1832 - 1900), feldmareșal otoman (pașă).